# Алессандри, Артуро
Арту́ро Фортуна́то Алесса́ндри Па́льма (исп. Arturo Fortunato Alessandri Palma), также известный под прозвищем «Лев из Тарапаки» (исп. «El León de Tarapacá»; 20 декабря 1868, Лонгави, Чили — 24 августа 1950, Сантьяго, Чили) — чилийский государственный и политический деятель, один из лидеров Либеральной партии, 18-й и 22-й президент Чили с 23 декабря 1920 по 1 октября 1925 (с перерывом с сентября 1924 по январь 1925) и с 24 декабря 1932 по 24 декабря 1937 года.

## Биография
Получил среднее образование в провинциальных школах; в 1893 году окончил юридический факультет столичного университета. С 1897 по 1915 год был депутатом Национального Конгресса, в 1915—1931 — сенатором. Занимал ряд государственных постов: в 1908 — министр промышленности и общественных работ, в 1913 — министр финансов, в 1918 — премьер-министр и министр внутренних дел.
В 1920 году Алессандри победил на президентских выборах как кандидат от либеральной коалиции, представлявшей интересы среднего класса и рабочих. При нём в стране были проведены некоторые демократические реформы, в том числе введены 8-часовой рабочий день и обязательное социальное страхование; была принята новая конституция, провозгласившая основные демократические свободы, церковь была отделена от государства.

## Военный переворот
6 сентября 1924 года в Чили произошёл военный переворот, президент Алессандри был свергнут, к власти пришла военная хунта. В январе 1925 года случился очередной военный переворот, возглавленный двумя полковниками — Карлосом Ибаньесом и Мармадуке Грове. Они восстановили свергнутого Алессандри на посту президента. Карлос Ибаньес занял пост военного министра в правительстве Алессандри. В марте 1925 года вышел декрет президента Алессандри о проведении в стране конституционных реформ. В сентябре 1925 года принята конституция Чили, декларировавшая общедемократические права и свободы. Выборы 1925 года принесли успех Эмилиано Фигероа Ларраину, единому кандидату консерваторов и либералов.

## Дальнейшая политическая деятельность
В 1927 году, после того как в Чили установилась военная диктатура, Алессандри эмигрировал, но возвратился на родину после июльской революции в 1931 году. На выборах 1931 года был выдвинут кандидатом в президенты от Либеральной партии, занял второе место, набрав 34,7 %.
Избранный президентом Хуан Эстебан Монтеро был свергнут в июне 1932 года в результате левого мятежа, во главе котрого стояли командующий воздушным корпусом Мармадуке Грове и двое гражданских лиц — Эухенио Матте и Карлос Давила Эспиноса. Создаётся правящая хунта и провозглашается Социалистическая республика Чили. Двенадцать дней спустя Карлос Давила устраняет хунту и становится временным президентом. Три месяца спустя новый переворот заставляет Давилу уйти. В октябре 1932 года проводятся выборы, и президентом вновь становится Алессандри с результатом 55,1 %. По окончании второго президентского срока в декабре 1937 года Алессандри отошёл от политической деятельности, однако вновь занял пост сенатора в 1944 году.
Умер Алессандри в Сантьяго 24 августа 1950. Его сын Хорхе Алессандри Родригес был президентом Чили в 1958—1964 годах.